# Juramento (metropolitana di Buenos Aires)
Juramento è una stazione della linea D della metropolitana di Buenos Aires. Si trova sotto Avenida Cabildo, nel tratto compreso tra Avenida Juramento e calle Echeverría, nel barrio di Belgrano. 

## Storia
La stazione fu inaugurata il 21 giugno 1999 alla presenza dell'allora capo del governo di Buenos Aires Fernando de la Rúa.

## Interscambi
Nelle vicinanze della stazione effettuano fermata diverse linee di autobus urbani ed interurbani.
- Fermata autobus

## Servizi
La stazione dispone di:
- Biglietteria a sportello
- Biglietteria automatica